# Batalla de Visby
La batalla de Visby es lliurà el 1361 prop de la ciutat de Visby a l'illa de Gotland, entre les forces del rei danès i els Gutes. Les tropes daneses s'imposaren.

## Rerefons
El 22 de juliol de 1361, Valdemar IV de Dinamarca (Valdemar Atterdag) envià un exèrcit a la costa oest de Gotland. Els Gutes de Gotland pagaven impostos al Rei de Suècia, encara que la població de Visby era diversa i incloïa russos, danesos i alemanys. El 1280, la ciutat de Visby s'havia unit a l'Aliança de Ciutats Wends, formada per Riga, Lübeck, Tallin i d'altres centres de població importants del nord d'Europa, fet que allunyà Visby del món dels Gutes. S'intensificà l'antagonisme entre els habitants de ciutat i els del rerepaís Gut, que fou derrotat el 1288 malgrat l'ajut de cavallers d'Estònia.

## Batalla

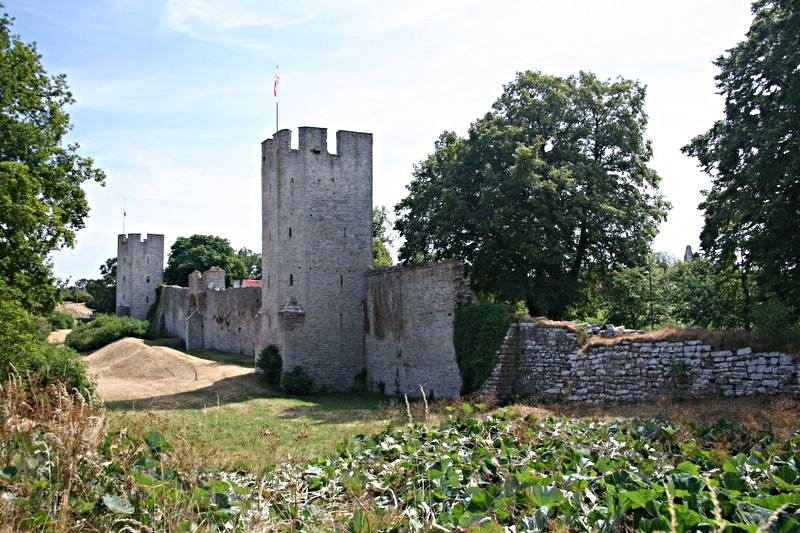
Fotografia de la muralla de la ciutat de Visby, prop de porta del Nord. La batalla principal fou lliurada a de 300 metres dels fortificacions de la ciutat.

Les tropes daneses es traslladaven cap a Visby. El primer dia de la invasió, es produïren dues escaramusses menors als terrenys pantanosos entorn de la ciutat. L'endemà, de 800 a 1000 pagesos foren morts després de concentrar per a la batalla prop de Fjäle myr.
El 27 de juliol un exèrcit de petits terratinents i camperols Gutnes s'enfrontaren als danesos just davant les fortificacions de la ciutat. Els danesos aconseguiren la victòria causant 1.800 morts als seus oponents. Només s'han trobat un parell d'elements que es poden connectar amb soldats danesos, una bossa i un arnès guarnit que pertany a un membre de la Família Roorda de Friesland.
Si es comparen les baixes amb les que patí l'exèrcit francés a la Batalla de Poitiers el 1356, s'observa l'elevat nombre de morts dins dels militars estàndards medievals.

## Seqüeles

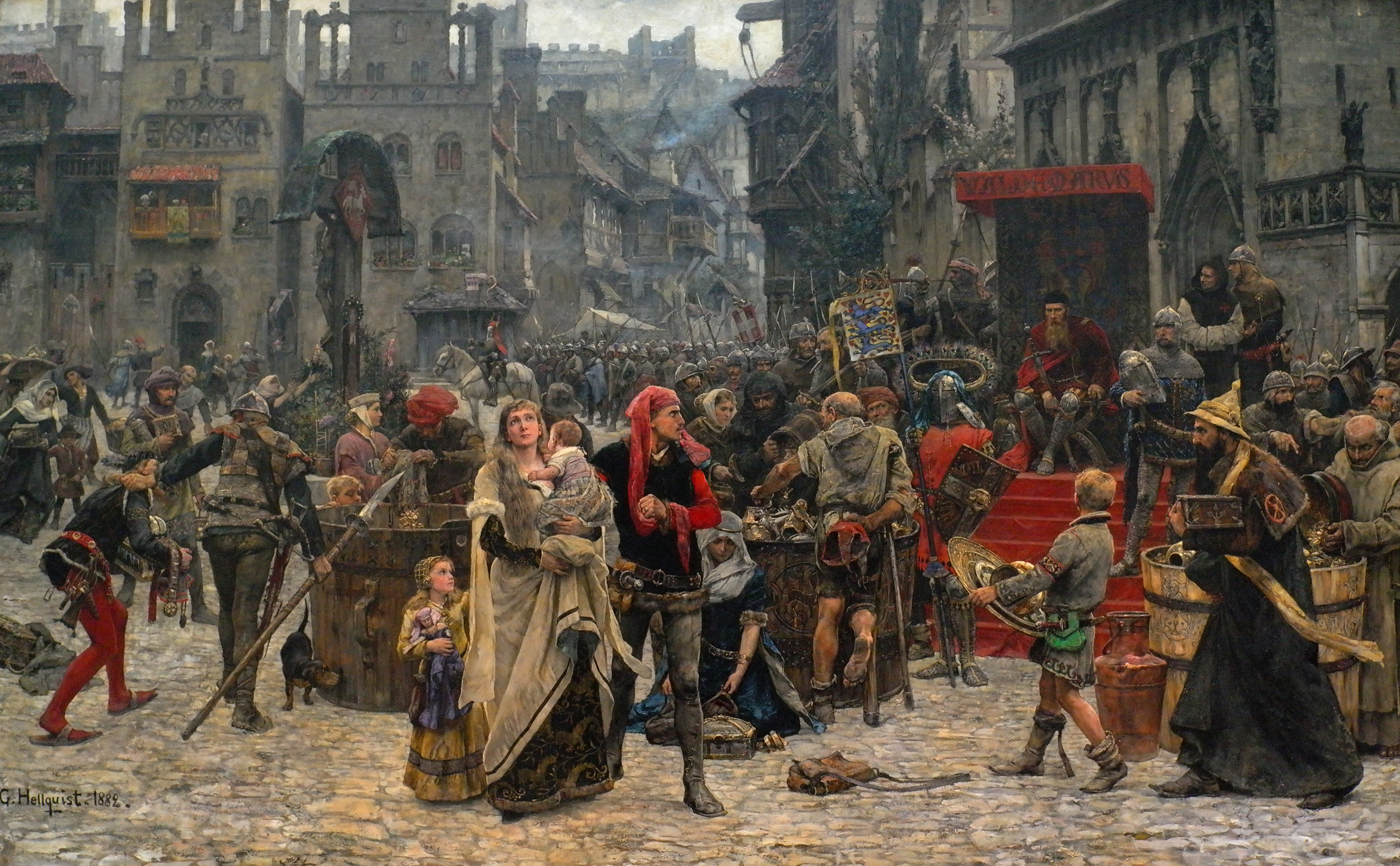
El rescat de Visby segons Carl Gustaf Hellqvist

Després de la devastadora batalla, els ciutadans de Visby decidiren rendir-se per evitar majors pèrdues. Per evitar el saqueig la ciutat hagué d'entregar gran part de la seva riquesa a Valdemar. La demanda del rescat es convertí en un esdeveniment llegendari, encara que no es pot confirmar que realment tingué lloc, essent així, els esdeveniments confusos. Malgrat el pagament, els danesos saquejaren algunes esglésies i monestirs.
Valdemar tardà un any a afegir el títol de "Rei de Gotland" als seus molts títols. Quan Albert de Suècia fou coronat reclamà Gotland com a part dels seus domininis i ocupà l'illa com a mínim fins a 1369; així la presència danesa mai fou gaire important, a causa del fet que ràpidament retornà a la corona sueca. L'illa fou reclamada per la Casa de Mecklenburg i la Corona danesa fins al 1376 quan Margarida I de Dinamarca (la filla del Rei Valdemar) oficialment reclamà l'illa per a Dinamarca.
El rei Albert fou derrotat a la guerra civil de 1389, en la qual la reina Margarida donava suport als "rebels", i fou forçat a abdicar.
Tanmateix, se li concedí Gotland i la seva "capital" Visby, on romangué amb el suport dels Vitalians. No fou fins al 1408 que la casa de Mecklenburg i els Vitalians foren derrotats finalment.

## Excavació arqueològica
S'han excavat diverses tombes en temps moderns per intentar aclarir els esdeveniments. S'ha observat que com a mínim consistia un terç de l'exèrcit de Gotland eren menors i ancians. Molts dels defensors morts estaven enterrats, de forma inusual, amb el seu arnès; perquè suposadament, segons l'historiador John Keegan " ... les elevades temperatures i el seu gran nombre (aproximadament 2.000 cossos han estat desenterrats sis-cents anys més tard) frustraren els esforços dels vencedors per despullar-los abans que la descomposició comencés." El lloc de l'excavació "proporcionà una de les més terrorífiques revelacions d'una batalla medieval coneguda per arqueòlegs.".
Cinc tombes comunes estaven situades fora de les muralles de la ciutat.